# Coëxtrusie

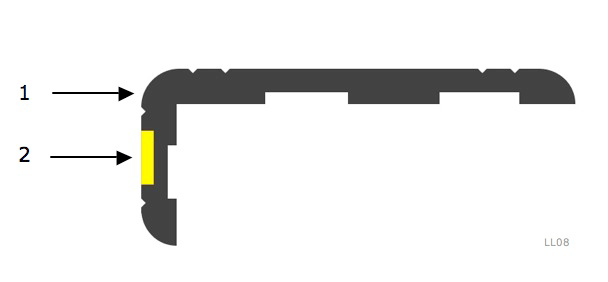
Coëxtrusie van een traplijstprofiel (1). In het zwarte profiel is een gele markering (2) mee-geëxtrudeerd.

Coëxtrusie is een vormgevingstechniek waarbij twee of meer soorten vervormbaar materiaal door een matrijs geperst worden. Coëxtrusie is meestal een continu proces. Met het coëxtrusieproces zijn producten met meerdere kleuren en texturen in één procesgang te maken. Naast co- wordt ook het tri- en zelfs quatro-extrusieproces toegepast.

## Toepassingen
In principe kunnen alle vervormbare materialen met het coëxtrusieproces aan elkaar gesmolten (geplakt) worden. Belangrijk is dat de smelteigenschappen van de verschillende materialen niet te ver uit elkaar liggen. Vooral in de bouw wordt het coëxtruderen veel toegepast om kunststofkozijnen weerbestendig te maken. Op het pvc wordt dan meestal een toplaag van acrylaat aangebracht.
Bij het extruderen van vlakke platen is het ook mogelijk om het coëxtrusieproces toe te passen. Hierdoor is het mogelijk om unieke eigenschappen, zoals water en dampdichtheid, aan het product toe te voegen. Dit wordt vooral toegepast in de verpakkingsindustrie (margarinekuipjes, vleesbakjes en drinkbekers).

## Voordeel
Het voordeel van het coëxtrusieproces is dat, relatief vrij goedkoop, twee of meer unieke materiaaleigenschappen in een product kunnen worden verenigd. Bij een kunststofraamprofiel is het hierdoor mogelijk om alleen in het profiel-zichtvlak een mooie en weerbestendige dunne acrylaatlaag toe te passen.

## Nadeel
Een van de nadelen van het coëxtrusieproces is dat de gereedschappen duur zijn. Hierdoor is het coëxtrusieproces pas lonend bij grote series.